# Lidia Markiewicz-Ziental
Lidia Markiewicz-Ziental lub Lidia Ziental, ps. „Mała”, „Lidka” (ur. 17 grudnia 1929 w Warszawie, zm. 7 listopada 2020 tamże) – polska radca prawny, działaczka kombatancka, uczestniczka powstania warszawskiego, major WP w stanie spoczynku.

## Życiorys
Urodziła się w Warszawie, w rodzinie Eugeniusza i Stanisławy z domu Adamskiej. Była siostrą Leonii (zm. 1998), Zbigniewa, Zenony (1919–1944) i Jerzego. Jej ojciec był fabrykantem, weteranem wojny polsko-bolszewickiej. Przed wojną uczęszczała do szkoły sióstr szarytek na Nowolipkach, a później na ul. Górczewskiej. 
W czasie okupacji niemieckiej kontynuowała naukę w warszawskim Gimnazjum Anieli Hoene-Przesmyckiej. Należała również do konspiracyjnej organizacji harcerskiej. W momencie wybuchu powstania warszawskiego miała 14 lat. Mimo to zgłosiła się do elitarnego harcerskiego Batalionu „Zośka” podając, że ma 17 lat i otrzymała przydział do patrolu sanitarnego II plutonu 3. kompanii „Giewonta”. W czasie powstania brała udział we wszystkich akcjach kompanii i jako jedna z nielicznych przeszła cały szlak bojowy Zgrupowania „Radosław”. Brała udział między innymi w wyzwoleniu obozu „Gęsiówka” i ataku na Dworzec Gdański. Była trzykrotnie ranna. Po kapitulacji powstania opuściła Warszawę wraz z ludnością cywilną. 
Po wojnie ukończyła Liceum im. gen. Józefa Sowińskiego w Warszawie, następnie studia prawnicze na Uniwersytecie Warszawskim i wykonywała zawód radcy prawnego. Była aktywną działaczką kombatancką w ramach Środowiska Żołnierzy Batalionu „Zośka”.

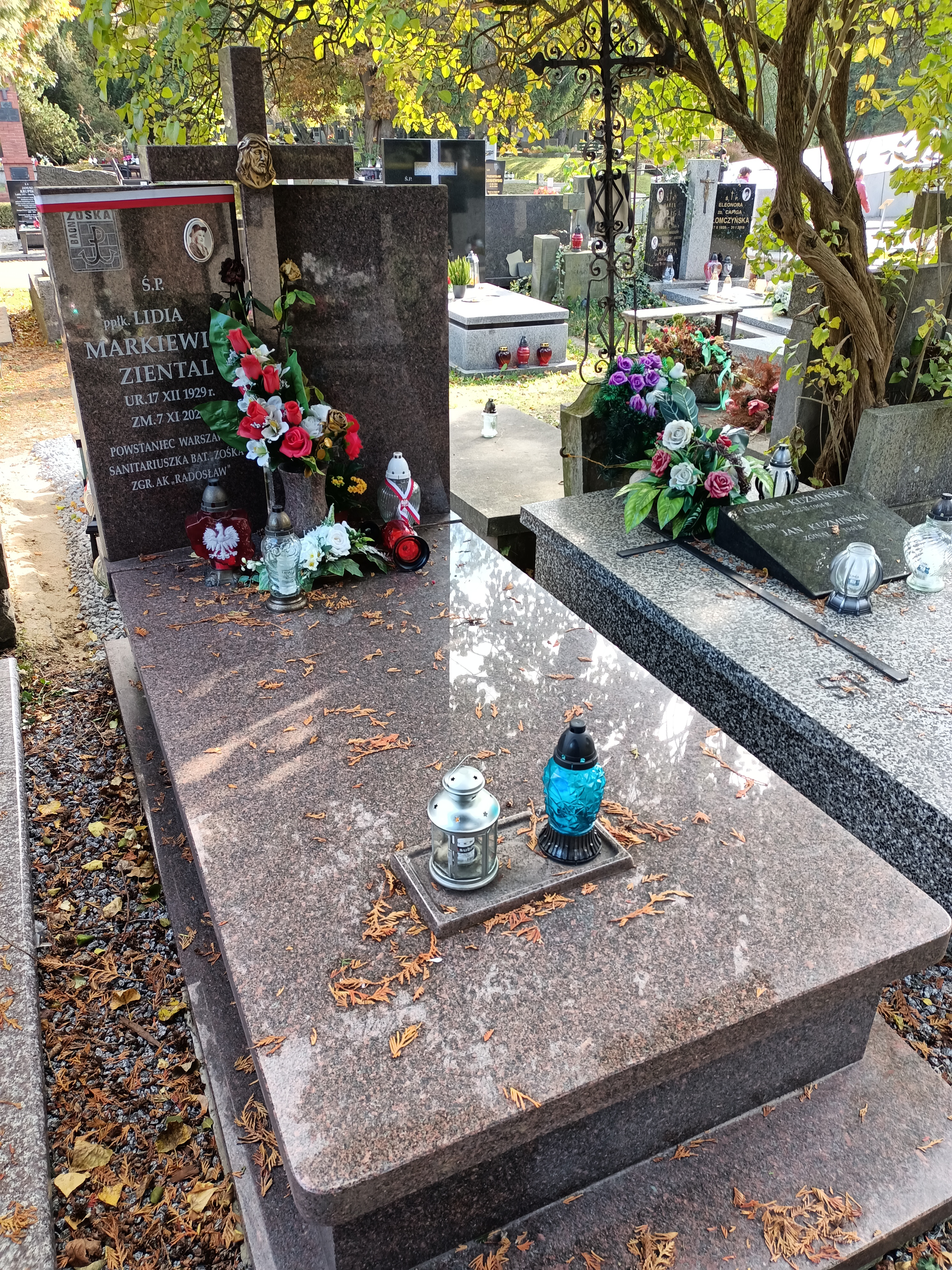
Grób Lidii Markiewicz-Ziental na cmentarzu Wojskowym na Powązkach w Warszawie.

Zmarła 7 listopada 2020 w Warszawie, pochowana na cmentarzu Wojskowym na Powązkach (kwatera FIII-3-13). Pośmiertnie awansowana na stopień podpułkownika.  

## Ordery i odznaczenia
- Krzyż Kawalerski Orderu Odrodzenia Polski[2][5]
- Krzyż Walecznych (dwukrotnie)[5]
- Krzyż Partyzancki[8]
- Warszawski Krzyż Powstańczy[2][5]
- Krzyż Armii Krajowej[2]
- Krzyż „Za Zasługi dla ZHP” z Rozetą i Mieczami[5]
- Odznaka „Zasłużony dla Warszawy” (2012)[9]